# Lill-Rånddalen
Lill-Rånddalen är ett naturreservat i Härjedalens kommun i Jämtlands län.
Området är naturskyddat sedan 2017 och är 81 hektar stort. Reservatet omfattar en sträcka av ån Lill-Rånden och dess närmaste omgivning. Reservatet består av våtmarker och tallskog. 